# الجزور (محله)
الجزور (محله) (به پرتغالی: Aljezur (parish)) یک سکونتگاه مسکونی در پرتغال است که در Aljezur واقع شده است.

## خصوصیات
الجزور ۲٬۶۸۷ نفر جمعیت دارد.